# Festiwal Kantyczka
„Kantyczka”  to Ogólnopolski Dziecięco-Młodzieżowy Festiwal Kolędy i Pastorałki Współczesnej – organizowany corocznie od 1999 roku, głównie w styczniu z inicjatywy Sergiusza Łukaszuka. 
Festiwal ma na celu popularyzację kolęd i pastorałek w nowych interpretacjach, a także wymianę doświadczeń uczestników i instruktorów. W ramach imprezy odbywają  się między innymi koncerty konkursowe, koncert galowy czy warsztaty muzyczne. Festiwal ten organizowany jest w Bielsku Podlaskim, mieście położonym w województwie podlaskim. 
W jury zasiadali m.in.  Beata Bednarz, Aleksander Pałac, Magda Ptaszyńska, Ewa Uryga, Piotr Nazaruk, Zbyszek Głowacki czy Cezary Szyfman.

## Nagrody
Głównymi nagrodami festiwalu są:
- Złoty Flecik
- Srebrny Flecik
- Brązowy Flecik
- wyróżnienia
- Nagroda dla Najlepszej Kompozycji Premierowej